# همسر بین ما
همسر بین ما یا زنی بین ما (انگلیسی: The Wife Between Us) یک رمان مهیج معمایی نوشتهٔ گریر هندریکس و سارا پکانن است که در سال ۲۰۱۸ منتشر شد.